# Boin
Boin (japanischer Slang für „große Brüste“) ist ein Erogē-Ren’ai-Adventure, das von Crossnet-Pie entwickelt wurde. Das 2004 für den PC veröffentlichte Spiel wurde zudem von Milky als zweiteilige Hentai-OVA-Reihe adaptiert, die 2005–2006 erschienen. Eine Fortsetzung des Spiels mit dem Titel Resort Boin wurde 2007 publiziert.
Das Spiel verfügt nur über eine sehr kurze, einfach gestaltete Handlung und konzentriert sich hauptsächlich auf die Darstellung von großbusigen Schönheiten in ihren Kostümen und bei sexuellen Handlungen. Der Anteil sexueller bildlicher Darstellungen beträgt etwa 90 % vom Gesamtwerk.

## Handlung
Der männliche Protagonist Daisuke Ichijō (一条 大介) wird an der seiner Großmutter gehörenden Koromogae-Privatschule (私立衣更学園, shiritsu Koromogae gakuen) – einer Mädchenoberschule – als Lehrer eingestellt. Eine seiner ersten Aufgaben ist die Durchführung einer „Berufseignungsuntersuchung“ (職業適性診断, shokugyō tekisei shindan) – ein Rollenspiel, in dem die Schülerinnen auf ihre Eignung für einen bestimmten Beruf untersucht werden und dabei die entsprechenden Uniformen tragen. Die erste Schülerin, mit der dieses neue Fach erprobt werden soll, ist dabei seine Cousine und Kindheitsfreundin Nao Iihara (飯井原 なお). Diese ist schon lange in Daisuke verliebt und sehr forsch, so dass das Rollenspiel schnell in sexuelle Handlungen ausartet. Eine weitere Teilnehmerin ist Mitsugu Tsukushino (筑紫野 みつぐ), Tochter des Tsukushino-Zaibatsu (Industriekonglomerats) und Naos beste Freundin, die Daisuke für ihre „schicksalshafte Person“ hält, nachdem dieser sie mal aus einer misslichen Lage rettete. Daneben nimmt auch Daisukes ältere Cousine und Vorgesetzte Tōko Koromogae (衣更 透子) zum Schein teil, um zu überprüfen, wie Daisuke sich in diesem neuen Fach macht, und deren Kollegin, die Schulärztin Natsuko Makuhari (幕張 夏子).

## Entstehung und Veröffentlichungen
Das Computerspiel wurde von dem auf Erogēs spezialisiertem Unternehmen Crossnet-Pie entwickelt. Erstmals veröffentlicht wurde es am 24. September 2004 für den PC mit Windows als Betriebssystem. Dennō Club (電脳CLUB) portierte das Spiel und veröffentlichte es am 31. Mai 2007 als DVD Players Game (DVDPG). Am 31. Juli 2009 wurde es von Crossnet-Pie in einer Download-Fassung veröffentlicht.
Am 24. April 2005 wurde durch Ōzora Shuppan das Illustrationsbuch Boin Best Selection. „boin“ Official Fanbook (Boin Best Selection―『boin』オフィシャルファンブック; ISBN 978-4-7767-9119-5) veröffentlicht.

## Original Video Animation
Aufbauend auf dem Erogē produzierte Milky eine zweiteilige OVA-Reihe. Die beiden Teile der als Hentai einzustufenden Reihe wurden am 25. August 2005 und 25. Januar 2006 veröffentlicht und trugen die Titel Boin: Lecture 1 (boin レクチャー1) und Boin: Lecture 2 (boin レクチャー2). In dieser Verfilmung fehlt die Rolle der Natsuko Makuhari.
Eine Veröffentlichung mit englischen Untertiteln in den USA erfolgte 2006 durch JapanAnime.

## Rezeption
Das Computerspiel erreichte in der Woche seiner Veröffentlichung den dritten Platz der meistverkauften Bishōjo Games. Wie bei vielen anderen Spielen dieser Art brachen die Verkaufszahlen jedoch kurz darauf ein und es fiel zwei Wochen später aus den Top 50.